# سرجوب‌قلعه‌مسگره
سرجوب‌قلعه‌مسگره، روستایی از توابع بخش فیروزآباد شهرستان کرمانشاه در استان کرمانشاه ایران است.

## جمعیت
این روستا در دهستان عثمان‌وند قرار دارد و براساس سرشماری مرکز آمار ایران در سال ۱۳۸۵، جمعیت آن ۲۸۴ نفر (۵۷خانوار) بوده‌است.